# Neocalyptis angustilineata
Neocalyptis angustilineata es una especie de polilla del género Neocalyptis, categorizada en la tribu Archipini, de la subfamilia Tortricinae.

## Distribución
Se distribuye por Japón.

## Taxonomía
Fue descrita por Walsingham en 1900 y publicada en (Epagoge), Ann. Mag. nat. Hist. (7)5: 484.